# جيفرسون هول
جيفرسون هول هو ممثل إنجليزي ولد في 6 ديسمبر 1977.

## روابط خارجية
جيفرسون هال على موقع IMDb (الإنجليزية)
- جيفرسون هال على موقع قاعدة بيانات الفيلم (الإنجليزية)